# Rubanostreptus argus
Rubanostreptus argus är en mångfotingart som först beskrevs av Carl Graf Attems 1896.  Rubanostreptus argus ingår i släktet Rubanostreptus och familjen Spirostreptidae. Inga underarter finns listade i Catalogue of Life.